# Phyllis Clinch
Phyllis E. M. Clinch (* 12. September 1901 in Dublin; † 19. Oktober 1984 auf Teneriffa) war eine irische Botanikerin, die vor allem durch ihre Arbeit auf dem Gebiet der Pflanzenviren bekannt wurde.

## Leben
Phyllis Clinch wurde als vierte Tochter von James und Mary Clinch geboren. Sie wuchs in ihrer Familie im Dubliner Stadtteil Rathmines auf.
Als Kind besuchte sie die Loreto School. Sie setzte ihr Studium am University College Dublin (UCD) fort, wo sie von 1919 bis 1923 studierte und mit Auszeichnung in den Fächern Chemie und Botanik abschloss. Sie war die beste ihrer Klasse und erhielt ein Stipendium für ein Aufbaustudium. Im Jahr 1924 erwarb sie mit ihrer Diplomarbeit den Master-Abschluss und erhielt 1925 ein Forschungsstipendium des Dublin City Council.1928 promovierte sie über den Stoffwechsel von Nadelbaumblättern. Teile ihrer Doktorarbeit fertigte sie am Imperial College London unter der Leitung von Vernon Herbert Blackman an.
Während des Abschlusses ihrer Forschungsarbeiten (von 1926 bis 1928) veröffentlichte sie fünf Arbeiten zusammen mit Joseph Doyle, ihrem Doktorvater am UCD. Anschließend arbeitete sie von 1928 bis 1929 mit Alexandre Guilliermond an der Sorbonne in Paris im Bereich der Zellbiologie. Im Jahr 1929 wurde sie Forschungsassistentin in der Abteilung für Phytopathologie der UCD. Ab 1929 schloss sie sich einer Gruppe am Albert Agricultural College in Dublin an, die über Pflanzenviren forschte.
In den 1930er Jahren erlangte Clinch internationale Berühmtheit für ihre Arbeiten zur Entdeckung komplexer Viren in Kartoffeln. Sie identifizierte symptomlose Viren und Viren, die Kartoffelbestände schädigten. Ihre Erkenntnisse über Viren wurden vom irischen Landwirtschaftsministerium genutzt, um für die Landwirte resistente Kartoffeln zu entwickeln, was der Landwirtschaft sehr zugutekam. Später konzentrierte sie sich auf Krankheitserreger in Zuckerrüben und identifizierte sechs Viren in Tomaten. Das Landwirtschaftsministerium bat sie, die Krankheitserreger in Tomaten und Zuckerrüben zu identifizieren, um Empfehlungen zur Bekämpfung der Erreger geben zu können.
Zusammen mit ihren Kollegen J. B. Loughnane und Paul A. Murphy veröffentlichte sie diese Forschungsergebnisse in der Fachzeitschrift Scientific Proceedings for the Royal Dublin Society. Von 1932 bis 1949 veröffentlichten sie eine Reihe von neun Artikeln. Clinch publiziert in Nature und in Éire, einer Zeitschrift des irischen Landwirtschaftsministeriums. 1949 wurde sie Dozentin für Botanik an der UCD, und 1961 übernahm sie die Nachfolge von Joseph Doyle als Professorin in diesem Fachbereich. Damit war sie die erste weibliche Professorin für Botanik an der Universität. Clinch hatte mit Doyle zusammengearbeitet, um den Umzug der Botanikabteilung des Colleges auf den neuen Campus zu planen, und sie beaufsichtigte den Umzug der Abteilung im Jahr 1964.
1942 wurde sie zum Mitglied des wissenschaftlichen Ausschusses der Royal Dublin Society (RDS) gewählt. Sie gehörte dem Council von 1973 bis 1977 an und war von 1975 bis 1977 Vizepräsidentin. 1949 war sie eine der ersten Frauen, die in die Royal Irish Academy (RIA) gewählt wurden. Drei weitere Frauen wurden zur gleichen Zeit wie sie gewählt. 1973 wurde sie in den Rat der RIA gewählt, dem sie von 1973 bis 1977 angehörte, und war von 1975 bis 1977 Vizepräsidentin.
Im Jahr 1943 wurde Clinch aufgrund ihrer Veröffentlichungen der Ehrendoktortitel der Wissenschaft (D.Sc.) verliehen. Am 30. März 1961 wurde sie als erste Frau mit der Boyle  Medal der RDS ausgezeichnet. Die nächste Frau, die diese Auszeichnung erhielt, war erst 50 Jahre später die Physikerin Margaret Murnane. Clinch erhielt die Auszeichnung in Anerkennung ihrer Veröffentlichungen und wissenschaftlichen Arbeit.
1971 ging sie an der UCD in den Ruhestand. Sie starb 1984 während einer Urlaubsreise auf Teneriffa.
Im Jahr 2016 wurden die Porträts der ersten vier Frauen, die in das RIA gewählt wurden, darunter auch Phyllis Clinch, im Akademiehaus der RIA aufgehängt. Dies war das erste Mal, dass seit der Gründung der RIA 230 Jahre zuvor Porträts von Frauen dort aufgehängt wurden. Die Porträts wurden von Vera Klute geschaffen, und Verwandte der Frauen waren bei der Enthüllung der Porträts anwesend.